# پیلیش‌یاس‌فالو
پیلیش‌یاس‌فالو (به مجاری:  Pilisjászfalu) یک شهرداری در مجارستان است که در ناحیه پیلیش‌ووروش‌وار واقع شده‌است. پیلیش‌یاس‌فالو ۶٫۹۷ کیلومتر مربع مساحت و ۱٬۴۲۸ نفر جمعیت دارد.